# Babiker al-Nur Osman
Babiker al-Nur Osman (1935 - Khartum, 22 de juliol de 1971) fou un militar sudanès, d'ideologia comunista.
Era coronel quan va participar en el cop d'estat de Gaafar el-Numeiry i fou un dels deu membres del Consell de Comandament Revolucionari i viceprimer ministre, però les discrepàncies amb el-Numeiry va fer que el novembre de 1970 fos separat d'aquest organisme junt al comandant Hashim al-Atta i un altre oficial, Faruk Osman Hamadallah, més nacionalista. El 19 de juliol de 1971 Hashim al-Atta, van donar un cop d'estat i va derrocar el-Numeriry al que van arrestar. Al-Atta va establir un Consell Revolucionari de set membres sota la presidència de Babiker al-Nur, el qual en aquell moment era a Londres (per tractament mèdic) junt amb Osman Hamadallah que l'havia acompanyat. Nominalment va ocupar la posició durant tres dies del 19 de juliol de 1971 al 22 de juliol de 1971. Babiker i Osman tornaven de Londres cap a Khartum quan foren interceptats per avions libis i obligats a aterrar; Egipte va fer intervenir a les tropes que tenia estacionades al sud de Khartum i els fidels d'el-Numeiry davant això van iniciar un contracop i el-Numeiry va poder fugir, i després de cruents combats van recuperar el control. Líbia va entregar el mateix dia a Babiker al-Nur i a Osman Hamadallah i aquestos oficials junt amb al-Atta i altres implicats en el cop foren jutjats per una cort marcial en uns minuts i afusellats; tres comunistes civils (el secretari general del partit Comunista del Sudan Abdel Khaliq Mahgoub, Shafie Ahmad al-Shaykh, secretari general del sindicat comunista, i Joseph U. Garang, ministre d'estat per afers del sud del govern d'el-Numeiry) foren penjats.